# Kendall Langford
Kendall Arkel Langford (* 27. ledna 1986 v Petersburgu, stát Virginie) je hráč amerického fotbalu nastupující na pozici Defensive enda za tým Indianapolis Colts v National Football League. Univerzitní fotbal hrál za Hampton University, poté byl vybrán ve třetím kole Draftu NFL 2008 týmem Miami Dolphins.

## Univerzita
Langford navštěvoval a hrál americký fotbal za Hampton University mezi roky 2004 až 2007, přičemž o něj měli zájem i University of Virginia, Virginia Polytechnic Institute and State University, Morgan State University a další.
Jako nováček v sezóně 2004 nastoupil do dvanácti utkání (třikrát jako startující hráč) a zaznamenal 44 tacklů (29 asistovaných), 11,5 tacklu pro ztrátu, 4,5 sacku a 2 forced fumbly. V utkání proti South Carolina State University se po fumblu zmocnil míče a doběhl si pro 30 yardů dlouhý touchdown. O rok později odehrál všech dvanáct utkání na pozici levého Defensive enda a zlepšil se na 65 tacklů, 15,5 tacklu pro ztrátu, 4,5 sacku a 3 forced fumbly. Za své výkony byl vybrán do prvního all-stars týmu konference MEAC, což se mu podařilo zopakovat i v sezónách 2006 a 2007. V utkání proti North Carolina Agricultural and Technical State University pak zaznamenal druhý touchdown kariéry. Po skončení sezóny 2007 se zúčastnil exhibičního utkání Senior Bowlu.

### Univerzitní statistiky
| Univerzitní statistiky |        |        |      |       |      |       |        |         |     |        |    |
|                        |        | Tackly |      |       |      |       |        |         |     |        |    |
| Rok                    | Zápasy | Celkem | Sólo | Asist | TPZ  | Sacky | ForFum | FumRret | Int | UbBody | TD |
| 2004                   | 12     | 44     | 15   | 29    | 11.5 | 4.5   | 2      | 1       | 0   | 1      | 1  |
| 2005                   | 12     | 65     | 31   | 34    | 15.5 | 4.5   | 3      | 0       | 0   | 2      | 0  |
| 2006                   | 12     | 55     | 32   | 23    | 16   | 8.5   | 2      | 0       | 0   | 1      | 0  |
| 2007                   | 11     | 72     | 32   | 40    | 13.5 | 6     | 2      | 0       | 1   | 1      | 1  |
| Celkem                 | 47     | 236    | 110  | 126   | 56.5 | 23.5  | 9      | 1       | 1   | 5      | 2  |

## Profesionální kariéra
Ještě před NFL Scouting Combine byl v únoru 2008 pozván na soukromé tréninky Detroit Lions, Miami Dolphins, Minnesota Vikings, Pittsburgh Steelers a St. Louis Rams.
| Parametry před draftem |        |              |          |                   |              |
| Sprint na 40 yardů     | 20 ss  | 20 yard dash | 3 kužely | Vertikální výskok | Benchpress   |
| 4.95 s                 | 4.69 s | 2.84 s       | 7.72 s   | 27 palců          | 24 opakování |

### Miami Dolphins
Langford byl draftován ve třetím kole Draftu NFL 2008 jako 66. hráč celkově týmem Miami Dolphins. Dolphins si ho vybrali jako druhého ze tří Defensive endů v tomto Draftu, po Phillipu Merlingovi a před Lionelem Dotsonem. Jednání o smlouvě se protáhla až do června a několikaletý kontrakt byl podepsán 11. června.
Během čtyř sezón v dresu Dolphins Langford odehrál všech 64 utkání základní části, z toho pouze desetkrát nenastoupil jako startující hráč. Celkem si připsal 141 tacklů (35 asistovaných), 7,5 sacku, 9 ubráněných přihrávek a 4 forced fumbly.

### St. Louis Rams
Po vypršení nováčkovské smlouvy podepsal Langford 17. března 2012 smlouvu se St. Louis Rams. Během tří sezón zde odehrál všech 48 zápasů základní části, nicméně v sezóně 2014 ztratil pozici startujícího hráče a 26. února byl propuštěn. Celkem v dresu Rams nasbíral 101 tacklů (29 asistovaných), 8 sacků a 6 zblokovaných přihrávek.

### Indianapolis Colts
10. března 2015 podepsal Langford smlouvu s Indianapolis Colts. Během první sezóny v Indianapolisu nastoupil vinou zranění pouze do sedmi utkání, ve kterých zaznamenal 17 tacklů, 2 sacky a jednu zblokovanou přihrávku.

## Statistiky

### Základní část
| Sezóna | Tým            | Zápasů | Zápasů | Tackly | Tackly | Tackly | Tackly | Tackly | Tackly | Interceptiony | Interceptiony | Interceptiony | Interceptiony | Interceptiony | Fumbly |
| Sezóna | Tým            | OZ     | SH     | Celkem | Sólo   | Asist  | Sacky  | Safety | UP     | Int           | Yardy         | Prům          | Nejd          | TD            | Fumbly |
| ------ | -------------- | ------ | ------ | ------ | ------ | ------ | ------ | ------ | ------ | ------------- | ------------- | ------------- | ------------- | ------------- | ------ |
| 2008   | Miami Dolphins | 16     | 13     | 31     | 25     | 6      | 2.0    | –      | 3      | –             | –             | –             | –             | –             | 0      |
| 2009   | Miami Dolphins | 16     | 13     | 43     | 33     | 10     | 2.5    | –      | 1      | –             | –             | –             | –             | –             | 1      |
| 2010   | Miami Dolphins | 16     | 16     | 47     | 33     | 14     | 3.0    | –      | 4      | –             | –             | –             | –             | –             | 2      |
| 2011   | Miami Dolphins | 16     | 12     | 20     | 15     | 5      | 0.0    | –      | 1      | –             | –             | –             | –             | –             | 1      |
| 2012   | Miami Dolphins | 16     | 16     | 27     | 18     | 9      | 2.0    | –      | 2      | –             | –             | –             | –             | –             | 0      |
| 2013   | Miami Dolphins | 16     | 16     | 49     | 36     | 13     | 5.0    | –      | 4      | –             | –             | –             | –             | –             | 0      |
| 2014   | Miami Dolphins | 16     | 4      | 25     | 17     | 8      | 1.0    | –      | 0      | –             | –             | –             | –             | –             | 0      |
| 2015   | Miami Dolphins | 7      | 7      | 17     | 9      | 8      | 2.0    | –      | 1      | –             | –             | –             | –             | –             | 0      |
|        | Celkem         | 119    | 97     | 259    | 186    | 73     | 17.5   | 0      | 16     | 0             | 0             | –             | 0             | 0             | 4      |

### Play-off
| Sezóna | Tým            | Zápasů | Zápasů | Tackly | Tackly | Tackly | Tackly | Tackly | Tackly | Interceptiony | Interceptiony | Interceptiony | Interceptiony | Interceptiony | Fumbly |
| Sezóna | Tým            | OZ     | SH     | Celkem | Sólo   | Asist  | Sacky  | Safety | UP     | Int           | Yardy         | Prům          | Nejd          | TD            | Fumbly |
| ------ | -------------- | ------ | ------ | ------ | ------ | ------ | ------ | ------ | ------ | ------------- | ------------- | ------------- | ------------- | ------------- | ------ |
| 2008   | Miami Dolphins | 1      | 1      | 2      | 2      | 0      | 0.0    | –      | 0      | –             | –             | –             | –             | –             | 0      |
|        | Celkem         | 1      | 1      | 2      | 2      | 0      | 0.0    | –      | 0      | –             | –             | –             | –             | –             | 0      |